# Албърта
Албърта (AB; на английски: Alberta) е една от провинциите на Канада, разположена в западната част на страната. Албърта е най-западната на трите прерийни провинции на Канада. Провинцията е кръстена на принцеса Луиз Каролин Албърта, четвъртата дъщеря на кралица Виктория. В Албърта се намират най-големите находища на нефт и природен газ в Канада.
Неин административен център е Едмънтън, а най-голям град – Калгари. Населението на провинцията е около 4 067 175 души (2016), а площта ѝ е 661 848 км2.

## География
Албърта граничи с Британска Колумбия на запад и със Саскачеван на изток, със Северозападните територии на север и с американския щат Монтана на юг.
Тя е сред трите провинции (заедно с Ню Брунсуик и Юкон), които граничат само с 1 американски щат.
Комбинация от физиографията, климата, почвата и растителността формират четири биофизични региона в Албърта. По-голямата част от Южна Албърта е заета от Прериите. Този регион е относително сух и е доминиран от ливадна растителност без никакви дървета. Теренът варира локално. На места е разделен от дълбоки речни долини и се издига от по-малко от 300 m в североизточната част до над 1460 m в Сайпрес Хилс в югоизточната част.
Районът на парковете преобладава в централната част на Албърта, образувайки полумесец на запад и на север от региона на Прерията и включващ по-голямата част от басейна на река Северен Саскачеван. Този регион се характеризира с естествена растителност от високи треви и широколистни дървета. Регионът е осеян с множество езера и депресии.
Регионът на бореалните гори обхваща северната половина на провинцията. Тук големите реки и езера доминират пейзажа, оттичайки се на север към Северния ледовит океан. Почвените и климатичните фактори възпрепятстват земеделието, освен в района на Пийс Ривър, където условията позволяват това, за да се формира най-северната зърнопроизводствена зона в света.
Западно от равнините предпланинските хребети се издигат към Скалистите планини. Този регион се простира западно от Гранд Преъри и по границата на Албърта с Британска Колумбия. Тук се намират някои от най-красивите природни гледки в Канада, с няколко върхове, извисяващи се на над 3600 m.

## Води
Албърта се пресича от няколко големи реки, най-важни от които са Атабаска, Северен и Южен Саскачеван и Пийс Ривър. Също така в провинцията са пръснати множество езера. Най-големи и изцяло в Албърта са езерата Клеър и Лъзър Слейв.
Милк Ривър в югоизточната част на Албърта отводнява района чрез реките Мисури и Мисисипи в Мексиканския залив. Останалата част от южна Албърта се оттича чрез Южен и Северен Саскачеван на изток залива Хъдсън чрез речната система Нелсън. Тези реки носят 75/100 от водата, която тече на изток. Северна Албърта е заета от басейните на Атабаска, Хей Ривър и Пийс Ривър, които се оттичат на север чрез река Маккензи в Северния ледовит океан.

## Климат
Албърта се намира в северния умерен климатичен пояс, със студена зима и сравнително кратко прохладно лято. Най-важните фактори, които определят температурите и валежите са височината и ширината на Скалистите планини, и посоката на преобладаващите ветрове.
Планинските вериги на Скалистите планини спират влажните въздушни маси идващи от Тихия океан. Поради тази причина по източните склонове на планините падат по-малко дъждове и небето на Албърта остава предимно ясно през по-голямата част от годината. Количеството на валежите варират от около 30 cm годишно в югоизточната част до 40 – 45 cm в северната част. Изключение е регионът на подножието, където валежите достигат до 55 – 60 cm годишно.
Слънчевите часове през годината варират от 1900 часове на север до 2300 часове в Летбридж на юг. Сухите ветрове, наречени Чинук, духащи от Скалистите планини, също носят топлина, особено в югозападната част на Албърта. Чинукът може да повиши температурите драстично в рамките на часове.
Влиянието на въздушната маса от Тихия океан отслабва в източната част на провинцията, отстъпвайки място на континентални въздушни маси с произход от Арктика и средната част на западните Съединени щати. Тези въздушни маси са по-студени със средни януарски температури от -8 °C на юг до -24 °C на север, и средни юлски температури от 20 °C на юг до 16 °C на север. Вегетационният период трае от около 120 дни в южната част и намалява до 60 дни в северната част.
Малкото валежи, високи нива на изпарения и бързото оттичане водят до воден дефицит в южната част, затова има предложения за отклоняване на вода на юг от реките Пийс и Атабаска.

## История
В края на 18 век в Албърта живеят няколко отделни групи от коренното население. Южната част е заета от чернокраките, и гро вантрите. Кутенаите и други западни групи предприемат редовни ловни експедиции в района, а групи като кроу идват само да воюват и търгуват. По поречието на река Норд Саскачеван живеят сарсите. Централна и Северна Албърта е обитавана от бийвър, а най-северната част от племето слейв.
Тези индиански народи усещат ефектите от европейската култура много преди прекия контакт. Метални инструменти и оръжия са донесени от търговците в средата на 18 век. По същото време конят идва на север от испанско Мексико, и се превръща в неизменна част от ловната култура на прерийните народи като чернокраките и гро вантър.
Постепенно групите в близост до залива Хъдсън приемат европейските стоки в материална си култура. Заради прекомерния лов тези групи изпитват все по-голям глад за кожи за търговия и започват да търсят нови ловни територии. Крии, асинибойните и стоуните например, които действат като посредници между търговците на Компанията Хъдсън Бей и изолираните групи в Албърта се изкачват нагоре по Норд Саскачеван, за да търгуват, принуждавайки племената сарси и чернокраките да се изместят на юг, а бийвър на север. От север чипеуян навлизат в североизточния ъгъл на Албърта и избутват бийвър обратно към планините. От началото на 18 век гро вантрите се преместват на юг от 49 паралел. Така европейската търговия с кожи води не само до културни промени сред коренното население, а и пренарежда племенните територии основно.

### Заселване
Първият европеец, който достига до днешна Aлбърта е Антъни Хендей, служител на Компанията Хъдсън Бей. Придружаван от група крии той пътува през района на Ред Диър през 1754 – 55 г. През 1778 г. Питър Понд, служител на Северозападната компания за търговия с кожи пътува надолу по Атабаска и основава първия търговски пост в провинция. Форт Чипеуян на Атабаска е основан през 1788 г. Компанията Хъдсън Бей и Северозападната компания построяват конкурентни търговски постове из цяла северна и централна Албърта до 1821 г.
Християнските мисионери пристигат в средата на 19 век. По същото време американските търговци разширяват търговията си на север от река Мисури, за да търгуват най-вече с чернокраките. За разлика от служителите на Канадските търговски компании, основната стока на американските търговци, която предлагат на местното население е ниско качествен алкохол, примесен с оцветители, медикаменти и различни други отрови.
На 23 юни 1870 г. канадското правителство поема цялата територия от Компанията Хъдсън Бей, включително и бъдещата провинция Албърта. На следващата година района между новата провинция Манитоба и Скалистите планини е организиран като Северозападни територии на Канада с административен център първо в Уинипег, а след това в Батълфорд и най-накрая в Реджина. През 1872 г. е създадена правна рамка, за да започне заселване и обработка на земята.
През 1874 г., след десетки доклади от мисионери, администратори и изследователи, които информират за насилието и опасностите в южната част на Албърта в резултат на американската търговия с алкохол, канадското правителство се заема да спре това като установява съдебна система, която да гарантира мирното заселване. През юли 1874 г. Северозападната конна полиция, водена от Джордж Франсис и Джеймс Маклауд основават първия пост в Албърта, Форт Маклауд. През 1875 г. на конната полиция установява укрепления в Калгари и в Едмънтън. До 1875 г. търговията с алкохол е под контрол.
През 1883 г. Канадската Тихоокеанска железница достига Калгари. Въпреки това до 1896 г. заселването на региона върви бавно. През 1881 г. точно преди идването на железницата само около 1000 заселници живеят в Албърта. През 1891 г. са се увеличили до 17 500. От 1896 г. до началото на Първата световна война през 1914 г. в Aлбърта пристигат хиляди емигранти от изток, от Европа и от САЩ. Населението на Албърта нараства от 73 022 души през 1901 г. до 373 943 през 1911 г. и 584 454 през 1921 г.

### Развитие
В резултат на голямата имиграция, на 1 септември 1905 г. Албърта е обявена за провинция на Канада, а Едмънтън става столица.
Първото десетилетие на Албърта като провинция е проспериращо. Имиграцията се увеличава, зърнодобивът е голям, появяват се нови селища и мрежата от железопътни линии бързо се разширява.
От 1896 г. до 1914 г. канадския Запад преживява безпрецедентен растеж. По време на Първата световна война Албърта играе важна роля като предоставя мъже, материали и зърно. Въпреки това, след войната, цените на зърнените култури се колебаят, а въгледобивът намалява. Голямата депресия от 1930 г., придружена от голяма суша и нашествие на скакалци, ускоряват икономическия спад, който започва в следвоенните години. През 1939 г. света влиза в нова война. Заетостта се увеличава, главно във военната индустрията, което помага за облекчаване на лошите икономически условия.
Откриването на нефт в Лидюк през февруари 1947 г. задвижва процеса на трансформиране на икономиката на Албърта. Експлоатацията на ресурсите с нефт и природен газ носи просперитет за по-голямата част от населението, и превръща градове като Едмънтън и Калгари в развитите центрове.

## Икономика
Икономиката на Албърта традиционно се основава главно на местните ресурси и на зависимостта от външните пазари, с цени и приходи, които до голяма степен се определят от външни икономически и политически фактори.
През 18 век икономиката на Aлбърта е центрирана около търговията с кожи. През 19 век фермите и зърнопроизводството започват да доминират. Земеделието става движеща сила на икономиката, докато не е открит нефт в областта на Лидюк през 1947 г. Оттогава нефтената и газовата промишленост изместват селското стопанство.
Бързото покачване на световните цени на петрола в началото на 1970-те води до бърз икономически растеж. След икономическата рецесия в страната през 1982 – 1983 г. икономиката на Албърта не претърпява почти никакви промени. През това време, инвестициите намаляват, а положението се влошава през 1986 г., когато цените на петрола и на зърнените култури значително падат. В средата на 1990-те развитието на Албърта нараства отново заради скока на световните цени на петрола и природния газ. Високата цена на нефта и природния газ в началото на 2000 г. допълнително засилва икономиката. Въпреки това икономиката на Албърта продължава да разчита на добива на природни ресурси и да зависи от външни икономически и политически фактори.

### Селско стопанство
Селското стопанство в Албърта продължава да бъде от голямо значение за провинцията. През 2014 г., паричните постъпления от фермите възлизат на малко под 12,9 милиарда долара, което и отрежда второ място в страната след Саскачеван. Основните култури, които се отглеждат в Албърта са пшеница, рапица, ечемик, лен, овес и ръж. Житницата на Албърта е в областта около Пийс Ривър, в районите на Едмънтън, Камроуз и Лойдминстър, както и в областта между Ред Диър и границата със САЩ. Растениевъдството генерира около 5,9 милиарда долара постъпления, докато животновъдството и свързаните с него продукти генерират около 6,4 милиарда долара.
Млекодобивни ферми са разположени в метрополиите на Едмънтън и Калгари. В района между двата града има също така птицеферми, свинеферми и овцеферми. В прериите на юг почвата благоприятства развитието на смесено фермерство. Поливно земеделие е центрирано около Летбридж, където основно се произвежда захарно цвекло, картофи и зеленчуци.

### Горско стопанство
Горите покриват 38 милиона хектара от Албърта или около 60/100 от провинцията. Правителството на Алберта от края на 1980-те започва да насърчава този сектор на икономиката. Докато Британска Колумбия има най-голям принос в дърводобива в Канада, Албърта също има значителен принос. През 2013 г. в провинцията са събрани 22,8 милиона m3 дървен материал или около 15/100 от общия брой за страната. Целулозните фабрики са концентрирани в областта на Едмънтън и Калгари.

### Риболов и рибна промишленост
Само около 2,5 % от Aлбърта е покрита със сладки води, което означава, че рибната промишленост е относително слабо развита в сравнение с други провинции. Рибата, която се улавя е бяла риба, щука и пъстърва.

### Минна индустрия
Минната индустрия (без горивата) в Албърта се фокусира предимно върху добива на сол, пясъчник, варовик и други строителни материали, както и магнетит, торфен мъх и глина. Провинцията е сред най-големите производители на елементарна сяра от въглеводородни източници в света. Добиват се още малки количества злато. Провинцията притежава залежи от нискокачествена желязна руда и уран в района на Атабаска, които все още не са напълно развити.
Добивът на горива за промишлеността в Aлбърта включва добив на въглища, нефт и природен газ, което съставлява основата на икономиката. Добивът на горива започва от 1872 г. До Първата световна война въгледобива е основна икономическа дейност в Летбридж и околностите. След първоначален спад през 1920 г., от 1960-те започва увеличение на потреблението на въглища на вътрешния пазар, както и договаряне на дългосрочни договори за доставка за японската стоманодобивна промишленост. Въглищата в Албърта са с ниско съдържание на сяра и изгарят сравнително чисто, което ги прави популярен източник за производство на електроенергия.

### Добив на нефт и природен газ
Канада е трета в света по резерви на нефт. Повече от половината от общия добив на нефт в страната идва от петролните пясъци на Албърта. Тези пясъци обхващат около 140 000 km2 и са третото по големина нефтено находище в света след Саудитска Арабия и Венецуела.
Петролната индустрия в Aлбърта започва с откриването на находището в долината Търнър през 1914 г. През 1947 г. е открито находището в Лидюк, последвано от откриването на находищата в Удбенд, Редуотър и Пембина. През 1967 г. започва експлоатацията на нефтените пясъци и индустрията бележи невиждан подем. През 2014 г. Албърта добива малко под 34.2 милиона m3 суров петрол.
Добивът на природен газ започва преди петрола, през 1883 г. близо до Mедисин Хат. Производството се увеличава постоянно през годините. През 2014 г. Aлбърта генерира 121.3 милиона m3 природен газ, което представлява 68/100 от общия добив на природен газ в Канада.

### Промишленост
Промишлеността в Албърта е свързана с рафинирането на петрол, производството на изделия от метал, изделия от дърво и производството на строителни материали. Строителството е свързано с разширяването на петролната индустрия и бележи ръст след 2000 г.

### Финанси
Разширяването на петролната индустрия след Втората световна война, особено след 1970 г., привлича на запад прехвърлянето на финансови активи. В този период Калгари се утвърждава като основен финансов център. През 1978 г. в Калгари е основана Фондовата борса на Албърта, която се слива с Фондовата борса на Ванкувър през 1999 г. и се създава Канейдиън Венчър Ексчейндж, която е придобита от Фондовата борса на Торонто през 2001 г.

### Туризъм
Туризмът има голям принос за икономиката на Албърта. Националните паркове Банф, Джаспър и Уотъртън привличат стотици хиляди туристи ежегодно от всички краища на света. Много местни атракции като годишни карнавали, родео и други също привличат туристи. През 1988 г. Калгари е домакин на Зимните олимпийски игри. Днес Олимпийския парк Калгари е една от основните туристически дестинации.

## Градове
Населението на Албърта през 2011 г. е 83/100 градско. При първото преброяване през 1901 г. 75/100 от населението живее в селските райони. Тенденцията към урбанизация се ускорява по време на Втората световна война и отново се увеличава в следвоенните годините.
Най-голям е растежа в двата столични центъра, Калгари в южната част на Албърта и Едмънтън в централна Албърта. През 1901 г., 9/100 от населението на Албърта живее в Едмънтън или Калгари. До 1951 г. се увеличава до 31/100. От 2011 г. около 2,4 милиона души общо живеят в Едмънтън или Калгари, или 65/100 от населението на провинцията.
По-малките градски центрове на Албърта са засегнати от растежа на Едмънтън и Калгари. Сейнт Албърт, Лидюк и Форт Саскачеван стават сателитни на Едмънтън. Докато Стратмор, Олдс, Честърмиър и Кейнмор са сателитни общности на Калгари. Летбридж и Mедисин Хат в южната част запазват своето регионално значение. Форт Макмъри в североизточната част и Гранд Преъри в северозападната част също запазват своята регионална самостоятелност, което до голяма степен се дължи на тяхната относителна отдалеченост и изолация.
По-големи градове са:
- Брукс
- Гранд Преъри
- Еърдри
- Едмънтън
- Калгари
- Камроуз
- Колд Лейк
- Лидюк
- Летбридж
- Лойдминстър
- Медисин Хат
- Ред Диър
- Сейнт Албърт
- Спрус Гроув
- Форт Саскачеван

## Население, етнически състав и религиозна принадлежност
В преброяването на населението през 2011 г., населението на Албърта възлиза на 3 645 257 души. Най-голям етнос са англичаните, следван от канадците, немци, шотландци, ирландци, французи и украинци. От 1970 г. пристигат много имигранти от Азия. Най-големите общности на тези малцинства са от Южна Азия – китайци и филипинци. Коренното население възлиза на малко над 6/100 от общото население – четвъртата по големина индианска общността сред провинциите.
По-голямата част от населението са християни, около 60/100 от общото население. Най-големите нехристиянски групи са мюсюлмани (3/100 от населението), сикхи (1/100), будисти (1/100) и индуси (1/100). Незначителни религиозни групи от по-голямо значение в Албърта, отколкото другаде в Канада включват мормоните, менонити и други. През 2011 г. около 32/100 от населението не посочват религиозна принадлежност.

## Правителство и политика
Законодателната власт се упражнява от 87-членен, еднокамарен парламент, както и губернатор назначен от премиера, който действа като представител на Короната. В наши дни традиционните правомощия на лейтенант-губернатора на практика са отпаднали и той или тя изпълнява предимно церемониална функция. Изпълнителната власт се упражнява от Министерски съвет, избран от премиера, лидерът на политическата партия командва мнозинството в законодателното събрание. Всеки министър ръководи един или повече отдели на правителството, известни като министерства.
Премиери на Албърта от създаването на провинцията:
- Александър С. Ръдърфорд (1905 – 10) – първи премиер на Албърта.
- Артър Л. Сифтън (1910 – 17)
- Чарлз Стюарт (1917 – 21)
- Хърбърт Грийнфийлд (1921 – 25)
- Джон Браунли (1925 – 34)
- Ричард Рийд (1934 – 35)
- Уилям Ебърхарт (1935 – 43)
- Ърнест Манинг (1943 – 68)
- Хари Стром (1968 – 71)
- Питър Лухийд (1971 – 85)
- Дон Гети (1985 – 92)
- Клайн (1992 – 2006)
- Ед Стилман (2006 – 11)
- Алисън Редфорд (2011 – 2014)
- Дейв Ханкук (2014)
- Джим Прентис (2014 – 2015)
- Рейчъл Нотли – сегашен премиер

Съдебната система на Албърта е разделена на три съдилища: Провинциален съд, Съдът на скамейката на кралицата и Апелативен съд. Провинциалния съд, чиито съдии се назначават от правителството на провинцията, решава граждански и наказателни дела в провинцията и представлява най-ниската съдебна инстанция. Съдът на скамейката на кралицата, чиито съдии са назначени от федералното правителство е най-високата съдебна инстанция в провинцията. Той разглежда жалбите от Провинциалния съд и граждански и по-сериозни или сложни криминални дела. Апелативния съд е най-високата съдебна инстанция. Съдиите на Апелативния съд също се назначават от федералното правителство. Той преглежда жалбите от предните две инстанции.
Албърта разполага с 34 избираеми места в Камарата на общините. Местата в Камарата на общините се основава грубо на броя на населението и са обект на преразпределение след всяко преброяване. Освен това Aлбърта разполага с 6 места в Сената. Този брой се определя от конституцията. За разлика от останалите провинции, в които сенаторите се назначават от Премиера на Канада, от 1989 г. Албърта избира своите сенатори чрез избори. След това избраните кандидати се представят на Премиера. Премиерът не е задължена да избере именно тях, но от 1989 г. сенаторите на Албърта винаги са от избраните кандидати. Албърта е единствената провинция, която е получила това право.

## Здравеопазване
Както и в другите провинции, средствата за здравеопазване в Албърта са предоставени от федералното и провинциалното правителства. Министерството на здравеопазването на Албърта отговаря за здравната политика, а Здравни услуги, отдел на Министерството на здравеопазването, отговаря за предоставяне на здравни услуги в цялата провинция.
Несъществени услуги като например стоматология и козметична хирургия не са част от публично-финансираните здравни грижи. Рецептите за лекарства са само частично покрити от държавното финансиране.

## Образование
Първите училища в Албърта са основани от католически и протестантски мисионери в средата на 18 век. През 1905 г. Албърта става провинция, и следователно става отговорна за осигуряване на общественото образование. Създава се единна провинциална образователна система, която позволява на особено религиозното малцинство да има отделни училища. Тази система функционира до 1930 г. През 1930 г., AЛбърта прави редица нововъведения в своята обществена образователна система и въвежда отделно в прогимназията нови курсове като социални изследвания съчетани с история, география и политически науки. Провинцията допълнително променя администрацията на образованието, разширява образованието за възрастни и инициира програми за икономическо и професионално добруване на учителите.
Държавното образование в Албърта е отговорност на правителството на провинцията, чрез Министерството на образованието.
Висшето образование е под юрисдикцията на Министерството на иновациите и модерното обучение, което частично финансира обучението, останалите средства идват от таксите за обучение и други източници. Университетите в провинцията са – Университета на Албърта, Университета в Калгари, Университета в Летбридж, Университет Атабаска и Университетите Mакиуан и Mаунт Роял. Всички те са публични институции. Основните технически институти са Северна Албърта технологичен институт и Южна Албърта технологичен институт, разположени съответно в Едмънтън и Калгари. Провинцията има също 11 комплексни общински колежи и два специализирани за изкуства и култура институции – Център Банф и Колеж по изкуство и дизайн на Албърта.
Aлбърта също е дом на редица независими академични институции като колеж Амброуз, Канадския колеж, колеж Конкордия и други. Освен това има 140 лицензирани частни професионални училища в цялата провинция.